# Ћемановићи
Ћемановићи су насељено мјесто у општини Пале, Република Српска, БиХ. Према попису становништва из 1991. у насељу је живјело 242 становника.

## Географија
Ћемановићи се налазе у подножју планине Романије источно од Пала. Ћемановиће чине засеоци: Калуђери, Цареве Воде, Подцареве Воде, Шајновићи, Брезик, Мићишта, Јавор, Репци. Породице старосједилаца на подручју Ћемановића: Јаковљевићи, Цвјетковићи, Работе, Газиводе, Јовановићи итд.

## Становништво
| Демографија | Демографија | Демографија |
| Година      | Становника  | Становника  |
| ----------- | ----------- | ----------- |
| 1961.       | 285         |             |
| 1971.       | 278         |             |
| 1981.       | 265         |             |
| 1991.       | 243         |             |